# 帕氏巨棘鱸
帕氏巨棘鱸，為輻鰭魚綱鱸形目鱸亞目巨棘鱸科的其中一種，分部於西太平洋澳洲東部海域，為深海魚類，深度360-512公尺，體長可達15.7公分，棲息在大陸坡底層水域，生活習性不明。

## 擴展閱讀
維基物種上的相關：帕氏巨棘鱸